# أسفل العارضة (يهر)

تعديل مصدري - تعديل

اسفل العارضة هي إحدى قرى عزلة يهر بمديرية يهر التابعة لمحافظة لحج، بلغ تعداد سكانها 115 نسمة حسب تعداد اليمن لعام 2004.